# Abdulrahman Al-Jassim
Abdulrahman Al-Jassim (ur. 14 października 1987 roku) – katarski sędzia piłkarski. Od 2013 roku sędzia międzynarodowy.
Sędzia główny podczas Pucharu Azji 2019 oraz Mistrzostw Świata 2022 (w tym meczu o 3. miejsce).

## Sędziowane mecze Pucharu Azji 2019[4]
| Mecz                     | Data       | Miejsce                                           | Runda        | Wynik        | Żółta kartka | Czerwona kartka |
| ------------------------ | ---------- | ------------------------------------------------- | ------------ | ------------ | ------------ | --------------- |
| Irak – Wietnam           | 8.01.2019  | Zayed Sports City Stadium, Abu Zabi               | Faza grupowa | 3:2          | 3            | 0               |
| Korea Południowa – Chiny | 16.01.2019 | Hamdan Bin Zayed Al Nahyan Stadium, Madinat Zayed | Faza grupowa | 2:0          | 4            | 0               |
| Australia – Uzbekistan   | 21.01.2019 | Mohammed Bin Zayed Stadium, Abu Zabi              | 1/8 finału   | 0:0 (k. 4:2) | 5            | 0               |
| Chiny – Iran             | 24.01.2019 | Mohammed Bin Zayed Stadium, Abu Zabi              | Ćwierćfinał  | 0:3          | 2            | 0               |

## Sędziowane mecze Mistrzostw Świata 2022[5]
| Mecz                      | Data       | Miejsce                                   | Runda             | Wynik | Żółta kartka | Czerwona kartka |
| ------------------------- | ---------- | ----------------------------------------- | ----------------- | ----- | ------------ | --------------- |
| Stany Zjednoczone – Walia | 21.11.2022 | Ahmad bin Ali Stadium, Al-Rajjan          | Faza grupowa      | 1:1   | 6            | 0               |
| Chorwacja – Maroko        | 17.12.2022 | Stadion Międzynarodowy Chalifa, Al-Rajjan | Mecz o 3. miejsce | 2:1   | 2            | 0               |